# 부부솔루션 미안해 사랑해
《부부솔루션 미안해 사랑해》는 대한민국의 SBS에 방송됐던 교양 프로그램이다.

## 기획 의도
갈등을 겪고 있는 부부들의 문제점을 허심탄회한 대화와 전문가들의 솔루션 등을 통해 해결하는 프로그램이다.

## 방송 일정
- 2007년 6월 25일 ~ 2008년 3월 21일 : 매주 주중 아침 9시 ~ 9시 30분

## 출연진
- 김병준
- 유영미

## 같이 보기
- 부부
- 심리
- 솔루션
- 그 여자 그 남자 (채널A)